# Ảnh hưởng văn hóa của The Beatles
Ban nhạc rock người Anh The Beatles thường được coi là ban nhạc quan trọng và có ảnh hưởng nhất trong lịch sử âm nhạc đại chúng. Với đội hình bao gồm John Lennon, Paul McCartney, George Harrison và Ringo Starr, họ đã gây ra hiện tượng "Beatlemania" vào năm 1963, trở thành siêu sao quốc tế vào năm 1964, và vẫn hoạt động cho đến khi tan rã vào năm 1970. Trong nửa sau của thập kỷ này, họ thường được coi là người điều khiển sự phát triển của xã hội. Sự công nhận của họ liên quan đến ảnh hưởng của họ đối với giới trẻ và phản văn hóa của thời đại, bản sắc của người Anh, sự phát triển của âm nhạc đại chúng thành một loại hình nghệ thuật, và những điều chưa từng có của họ.

## Âm nhạc

### Trình bày và thiết kế album
Trước thời kỳ của The Beatles, album chỉ được bày bán và marketing như sản phẩm đi kèm của đĩa đơn, và thông thường được coi là một ấn phẩm tuyển chọn trong đó có một vài ca khúc hit. Khi sự nghiệp của mình ngày càng có nhiều bước tiến, The Beatles ngày một chú trọng hơn vào việc thiết kế album và coi đây như tâm huyết thực sự của người nghệ sĩ. Nhìn chung, ban nhạc không có quan điểm biến ca khúc của mình thành đĩa đơn. Mặt khác, rất nhiều phần bìa album của họ đã được bắt chước hoặc châm biếm, ví dụ:
- Trong bộ phim hài All You Need Is Cash (1978), ban nhạc châm biếm The Rutles đã thể hiện lại tất cả phần bìa album chính thức của ban nhạc.
- With the Beatles trở thành phần bìa trong album Meet the Residents của nhóm The Residents, cũng như được bắt chước trong các album Get The Knack (The Knack), Meet the Smithereens! (The Smithereens), cũng như album đầu tay cùng tên của nhóm Young Black Teenagers, album đầu tay cùng tên của Kiss và Deface the Music (Utopia). Đây cũng là phần bìa trong album hài Meet the Tenchi Muyo! của Nhật Bản cho dù không có một ca khúc nào của The Beatles được sử dụng. Đĩa đơn "Land of Confusion" (1986) của ban nhạc Genesis cũng được lấy hoàn toàn thiết kế từ bìa album trên của The Beatles, song được thay thế bằng hình của những con rối kinh dị.
- Album A Hard Day's Night được bắt chước trong album House of Heroes Meets The Beatles của ban nhạc House of Heroes.
- Sgt. Pepper's Lonely Hearts Club Band được tái hiện trong phần bìa các album The Yellow Album (The Simpsons), We're Only in It for the Money (Frank Zappa and the Mothers of Invention), Cripple Crow (Devendra Banhart), Sinister Slaughter (Macabre), Electric Circus (Common) và Let's Eat (The Wiggles).
- Abbey Road được bắt chước trong các album The Abbey Road E.P. của nhóm Red Hot Chili Peppers, và album nhạc soul Soulful Road (1974) của nhóm New York City. Nhóm Booker T. & the MGs cũng từng thực hiện album tri ân mang tên McLemore Avenue với phần bìa tương tự.
- Let It Be trở thành phần bìa các album Demon Days (Gorillaz) và Shout at the Devil (Mötley Crüe).
Let It Be vốn được album Let It Bleed của The Rolling Stones bắt chước – album dù được phát hành 6 tháng trước song thu âm trong khoảng 9 tháng muộn hơn.

### Video âm nhạc
Richard Lester từng được kênh MTV gửi bức thư gọi ông là người khai sinh ra video âm nhạc hiện đại khi ông trực tiếp làm đạo diễn cho 2 bộ phim A Hard Day's Night (1964) và Help! (1965) của The Beatles. Những cải tiến kỹ thuật quay camera cũng như việc sử dụng đoạn hội thoại ngắn và chỉnh sửa những đoạn nhạc nhỏ đều được coi là tiền đề cho kỹ thuật thực hiện video nhạc rock sau này.
Từ giữa thập niên 1960, The Beatles đã cho quảng bá video âm nhạc song song với các ca khúc chính thức của họ qua việc gửi trực tiếp tới các đài truyền hình thay vì phải trực tiếp lên hình. Bắt đầu từ đoạn phim ngắn giới thiệu ca khúc "Rain" (1966), tất cả những video này đều sử dụng những kỹ thuật chỉ được thấy trong các bộ phim thể nghiệm, chẳng hạn như kỹ thuật tua chậm hay phát băng ngược. Những chi tiết trên được nâng cấp thông qua đoạn clip giới thiệu ca khúc "Strawberry Fields Forever" (1967) đạo diễn bởi Peter Goldman khi mà họ mang tới kỹ thuật jump-cut nhằm chuyển nhanh chóng giữa cảnh quay ngày và đêm và thay đổi kịp thời tông màu từ filtre màu hậu kỳ tới những thiết bị avant-garde. Những kỹ thuật này sau đó được bắt chước và áp dụng cho tất cả các video cũng như phim nhựa, biến chúng trở thành những thao tác cơ bản cho mọi video theo kèm đĩa đơn.

## Các bản hát lại
Vào năm 1996, John Lennon từng nói về những nghệ sĩ hát lại các ca khúc của ban nhạc "Thiếu cảm nhận cũng như tính xúc cảm chính là cách mà họ trình bày ca khúc của chúng tôi. Họ không hiểu và có lẽ quá già để tiếp nhận chúng. The Beatles là những người duy nhất có thể thể hiện âm nhạc của The Beatles".
Vô số những nghệ sĩ từng hát lại những sản phẩm của The Beatles, dưới đây là những nghệ sĩ tên tuổi nhất.

### Jimi Hendrix
Ngày 4 tháng 6 năm 1967, The Jimi Hendrix Experience chơi buổi diễn cuối cùng tại nhà hát Saville ở London, Anh trước khi lên đường quay lại Mỹ. Paul McCartney và George Harrison cùng nhiều nghệ sĩ khác như Brian Epstein, Eric Clapton, Spencer Davis, Jack Bruce, Lulu được mời tới buổi diễn này.
Hendrix mở đầu buổi diễn với phần hòa âm lại ca khúc "Sgt. Pepper's Lonely Hearts Club Band", vốn được anh học chỉ vài ngày trước show diễn. McCartney và Harrison đều cảm thấy bất ngờ và ấn tượng, đặc biệt khi buổi diễn được diễn ra vào ngày Chủ nhật, trong khi album cùng tên mới chỉ được ra mắt vào ngày thứ 6. McCartney luôn công khai ngưỡng mộ Hendrix rất nhiều tháng trước khi Hendrix trở thành hiện tượng ở Anh. Ngoài ra, Hendrix cũng từng chơi ca khúc "Day Tripper", có thể được nghe trong 2 album trực tiếp là Radio One và BBC Sessions.

### Joe Cocker
Album đầu tay của Joe Cocker mang tên With a Little Help from My Friends bao gồm ca khúc cùng tên "With a Little Help from My Friends". Tuy nhiên anh đã gần như thay đổi cấu trúc trong ca khúc gốc của Lennon-McCartney khi chuyển sang nhịp 12/8 blues rock. The Beatles được nghe ấn bản này trước khi nó được phát hành, và các nhà sản xuất đều băn khoăn liệu thính giả radio sẽ phải ứng như thế nào trước 2 ấn bản khác nhau. Song The Beatles lại cho rằng đây là một ấn bản xuất sắc. Ấn bản của Cocker sau này trở thành giai điệu chủ đề của chương trình truyền hình The Wonder Years.
Sau này trong album Joe Cocker!, anh có hát những câu có trong các ca khúc "She Came in Through the Bathroom Window" và "Something". Chính Cocker là người hát ca khúc "Come Together" trong bộ phim Across the Universe.

### David Bowie
Bowie từng hát lại ca khúc "Across the Universe" trong album Young Americans (1975). John Lennon hỗ trợ một phần thực hiện album này. Bowie trình bày ca khúc này mang nhiều tính soul hơn khi loại bỏ phần hát đều đều như trong ấn bản gốc của The Beatles (cũng như nhiều ấn bản khác), ngoài ra còn bỏ đi câu "jai guru deva om" ở phần điệp khúc.
Trong ca khúc tiêu đề của album, anh cũng hát câu "I read the news today oh boy" được trích từ bài hát "A Day in the Life".

### Keith Moon
Năm 1976, Keith Moon hát lại ca khúc "When I'm Sixty-Four" trong bộ phim tài liệu All This and World War II, ngoài ra hát nền cho ca khúc "All You Need Is Love". Moon cũng hát lại ca khúc "In My Life" trong album solo cá nhân Two Sides of the Moon.
Moon từng có lần tới gặp The Beatles trong quán bar của Lennon và hỏi "Liệu tôi có thể tham gia với các anh?". "Chắc chắn rồi", Starr trả lời và kéo chiếc ghế mời Moon. Song Moon hỏi lại "Liệu tôi có thể tham gia với các anh?", nhằm ám chỉ việc gia nhập ban nhạc. Starr đáp lại "Không, chúng tôi đã có tay trống rồi." Bức ảnh cuối cùng chụp Lennon và McCartney được chính Moon chụp.
Lần cuối Moon xuất hiện trước công chúng chính là trong buổi công chiếu bộ phim The Buddy Holly Story của McCartney. Sau bữa tối cùng Paul và Linda McCartney, Moon cùng bạn gái – Annette Walter-Lax – rời bữa tiệc sớm và tới nghỉ tại khách sạn Curzon Place, London. Anh qua đời vào tối hôm đó khi đang ngủ.

### Peter Sellers
Peter Sellers từng trích phần lời ca khúc "A Hard Day's Night" theo phong cách Shakespeare (giống như cách Laurence Olivier vào vai Richard III) với phần nhạc chơi rất nhỏ phía nền. Phần trình diễn này của Sellers có được vị trí số 16 tại Anh vào năm 1965. Anh quyết định thay đổi nhịp của phần ca từ gốc để giúp ca khúc mang tính giải trí hơn ví dụ như "But when I get home to you... I find the things that you do... will make me feel (pause) all right."
Ca khúc này được tái bản vào năm 1993, có được vị trí số 53 tại Anh cũng như có mặt trong bảng xếp hạng Top 75 singles ở đây. Sellers cũng từng hát lại nhiều ca khúc khác của The Beatles, ví dụ như "Help!" và "She Loves You".
Sellers có mối quan hệ thân tình với Harrison và Starr. Harrison đôi lúc nhắc tới anh trong vài bài phỏng vấn, trong khi Starr thậm chí còn xuất hiện trong bộ phim The Magic Christian (1970) của Sellers mà ca khúc chủ đề "Come and Get It" là một sáng tác của McCartney được trình bày bởi Badfinger. Sellers cũng được Starr tạo cơ hội trộn âm một vài ca khúc trong Album trắng (1968). Những ca khúc đó sau này được đem đấu giá rồi chỉnh sửa tuyển tập sau cái chết của Sellers.

### Những nghệ sĩ thành công khác
- Elton John cộng tác với John Lennon vào năm 1974 để thu âm ca khúc "Lucy in the Sky with Diamonds", trong khi Elton John lại xuất hiện trong ca khúc sau này của Lennon có tên "Whatever Gets You Thru The Night".
- Ban nhạc Earth, Wind & Fire từng thu âm ca khúc "Got to Get You into My Life".
- Stevie Wonder hát lại ca khúc "We Can Work It Out" trong album Signed, Sealed, and Delivered (1970). Đĩa đơn có được vị trí số 13 tại Billboard Hot 100 và giúp anh có được đề cử thứ 2 tại Giải Grammy vào năm 1972 cho Trình diễn R&B giọng nam xuất sắc nhất.
- Frank Sinatra từng hát lại 2 ca khúc "Yesterday" và "Something" cho dù ông từng nói nhầm rằng ca khúc thứ 2 là ca khúc ông yêu thích nhất của Lennon-McCartney (trong khi đây là sáng tác của Harrison).
- Ray Charles hát lại "Eleanor Rigby" và "Yesterday" và rất nổi tiếng là một người hâm mộ âm nhạc của The Beatles.
- Siouxsie and the Banshees cùng Robert Smith của nhóm The Cure thu âm ca khúc "Dear Prudence" vào năm 1983 và đạt vị trí số 3 tại UK Singles Chart.
- Nhóm Wet Wet Wet có được đĩa đơn quán quân đầu tiên khi hát lại ca khúc "With a Little Help from My Friends" vào năm 1988.
- Rosanne Cash cũng từng có đĩa đơn quán quân tại bảng xếp hạng Country Chart của Billboard khi hát lại ca khúc "I Don't Want to Spoil the Party" vào năm 1989.
- Rufus Wainwright và Fiona Apple hát lại ca khúc "Across the Universe" (sau này trở thành soundtrack của bộ phim Pleasantville).
- Nhóm Franz Ferdinand từng trình diễn trực tiếp ca khúc "It Won't Be Long".
- Rất nhiều nghệ sĩ từng thu âm lại toàn bộ album Sgt. Pepper's Lonely Hearts Club Band, trong đó có thể kể tới Oasis, Kaiser Chiefs, Travis, Bryan Adams và Cheap Trick.
- Elliott Smith thu âm ca khúc "Because", sau này được chơi trong phần credit cuối bộ phim American Beauty.
- Aimee Mann và Michael Penn thu âm ca khúc "Two of Us" cho soundtrack bộ phim I Am Sam. Ngoài ra, Mann còn thu âm cả ca khúc "Lucy in the Sky with Diamonds" và Ben Folds hát lại "Golden Slumbers" cho bộ phim trên.
- Nhóm Phish hát lại toàn bộ Album trắng trong buổi diễn ngày 31 tháng 10 năm 1994 tại Glens Falls, New York trong "bữa tiệc âm nhạc" nhân ngày Halloween. Buổi diễn sau này trở thành album Live Phish Volume 13. Phish cũng từng hát lại "While My Guitar Gently Weeps" và "A Day in the Life" trong những buổi trình diễn trực tiếp của họ.
- Wilson Pickett từng thu âm ca khúc "Hey Jude", đạt vị trí số 16.
- Năm 1995, nhóm Los Fabulosos Cadillacs từ Argentina hát lại ca khúc "Strawberry Fields Forever" theo phong cách reggae cùng Debbie Harry của nhóm Blondie.
- Năm 2004, Styx hát lại "I Am the Walrus", lọt vào top 10 của Mediabase Classic Rock chỉ sau 2 tuần sau khi phát hành.
- Năm 2006, Os Mutantes chơi ca khúc "I feel a little spaced out (Ando meio desligado)" trong đó có đoạn solo guitar được trích dẫn là từ "While My Guitar Gently Weeps" đi cùng với phần điệp khúc của ca khúc gốc của The Beatles. Ấn bản này sau đso được đưa vào album trực tiếp Mutantes Ao Vivo – Barbican Theatre, Londres 2006.
- Album The Everglow: Special Edition (2006) của Mae có bao gồm bản hát lại của "A Day In The Life".
- Tháng 12 năm 2007, Ozzy Osbourne hát lại ca khúc "In My Life" cùng với video theo kèm.
- Album Shipwreck in the Sand (2009) của Silverstien bao gồm bản hát lại ca khúc "Help!".
- Nhóm Big Time Rush hát lại 6 ca khúc của The Beatles trong bộ phim Big Time Movie: "Help!", "Revolution", "A Hard Day's Night", "I Want to Hold Your Hand" và "Can't Buy Me Love".
- Ban nhạc Arctic Monkeys trình diễn "Come Together" trong lễ khai mạc Thế vận hội Mùa hè 2012 cũng như cho phát hành bản thu âm trực tiếp buổi tập ca khúc này.

## Trình diễn trực tiếp
The Beatles là nghệ sĩ đầu tiên trình diễn trực tiếp tại sân vận động lớn. Buổi diễn của họ tại sân vận động Shea, thành phố New York ngày 15 tháng 8 năm 1965 trong tour diễn Bắc Mỹ đạt kỷ lục với 55.600 khán giả. Vé được bán hết chỉ trong 17 phút. Đây chính là buổi diễn ngoài trời đầu tiên diễn ra tại một sân vận động và vẫn có được kỷ lục về doanh thu cũng như khán giả, khẳng định rằng những buổi diễn ngoài trời với quy mô rất lớn hoàn toàn có thể đem lại thành công cũng như lợi nhuận. The Beatles còn quay trở lại Shea một lần nữa vào tháng 8 năm 1966.

## Thời trang

### Tóc
Kiểu tóc của The Beatles, được biết dưới tên mop-top (hay moptop) vì trông nó giống hình cái cây lau nhà hay là kiểu đầu nấm ngang vai được phổ biến bởi The Bealtes song lại bị chế nhạo bởi những người trưởng thành. Đây là kiểu cắt tóc ép mượt, bồng ở đoạn cuối, trùm lấy tai ở 2 bên với phần mái tỉa bằng.
Khi còn là học sinh vào những năm 1950, Jürgen Vollmer từng để kiểu tóc này ôm chụp lấy đầu để gọn gàng thuận tiện khi đi bơi, chứ không có mục đích tạo kiểu. John Lennon trích lại trong cuốn The Beatles Anthology: "Vollmer là người tạo nên kiểu tóc với cách tỉa bằng cả trước lẫn sau, và chúng tôi chỉ chọn cách cắt tóc đó." Cuối năm 1961, Vollmer chuyển tới Paris. McCartney từng trả lời phỏng vấn vào năm 1979: "Chúng tôi gặp một gã ở Hamburg có kiểu tóc mà chúng tôi thích. John và tôi liền bám theo anh ta tới tận Paris. Và chúng tôi đề nghị anh ta cắt cho chúng tôi kiểu tóc giống hệt vậy." Năm 1989, McCartney viết một bức thư cho Vollmer: "George từng giải thích vào những năm 1960 rằng John và tôi có chung một kiểu tóc sau chuyến đi Paris và cậu ta chỉ bắt chước theo... Chúng tôi là những người đầu tiên dám đương đầu với thử thách!"
Cùng với sự nổi tiếng rộng khắp của The Beatles, kiểu tóc này đã trở nên phổ biến trên toàn thế giới trong khoảng năm 1964 tới 1966. Kiểu tóc cũng khiến các hãng sản xuất đồ chơi thiết kế những bộ tóc giả có tên "Beatle Wigs". Lowell Toy Manufacturing Corp. từ New York có được giấy phép sản xuất "bộ tóc giả đăng ký" của The Beatles. Có rất nhiều sản phẩm để lựa chọn, song kiểu tóc ban đầu vẫn đắt hàng nhất. Trong buổi họp báo tại khách sạn Plaza Hotel ở New York không lâu sau khi The Beatles tới đây, phóng viên có hỏi Harrison: "Anh gọi như thế nào cho kiểu tóc này?" và anh trả lời "Arthur". Sự kiện đó được tái tạo lại trong một cảnh quay của bộ phim A Hard Day's Night khi có nhà báo chạy tới hỏi Harrion: "Anh có thể gọi như thế nào, uhm, về kiểu tóc của mình?"
Năm 2003, Mikhail Safonov viết rằng vào thời kỳ Leonid Brezhnev, việc bắt chước kiểu tóc của The Beatles tại Liên Xô bị coi là tội phản quốc. Thanh niên sẽ bị gọi là "tóc xù", bị bắt và ép buộc phải cắt tóc tại các sở cảnh sát.
Năm 1967, trong phần bìa nổi tiếng của album Sgt. Pepper's Lonely Hearts Club Band, cả bốn thành viên của The Beatles bắt đầu nuôi râu, thay đổi từ khuôn mặt sạch sẽ sang kiểu cách râu rậm mà còn kéo dài tới hết thập niên 1970. Harrison thậm chí bắt đầu nuôi tóc dài, còn Lennon bắt đầu đeo cặp kính tròn thương hiệu. Vẻ ngoài này cho thấy họ đã trưởng thành hơn thời kỳ "moptop". Tới cuối thập niên 1960, tóc ban nhạc đã dài hơn rất nhiều so với thời kỳ Beatlemania và họ thường xuyên để râu rậm, giống như nhiều ngôi sao nhạc rock thập niên 1970 như Jeff Lynne và Phil Collins cũng làm theo.

### Trang phục
Trong những năm đầu thời kì Beatlemania, The Beatles vẫn thường mặc đồ đen, rồi chuyển sang màu xám, rồi kiểu trang phục không có cổ áo giống thời vua Edward II. Phong cách này bắt nguồn từ trào lưu Mod cực đỉnh tại Anh trong những năm 1960. Bộ trang phục (bao gồm áo khoác da, áo bên trong bằng len sọc vuông cùng quần vải) đặc biệt thịnh hành trong những ban nhạc thành lập sau năm 1964.
Sau này vào thời kỳ psychedelia 1966–1968, The Beatles bắt đầu mặc đồ sáng màu hơn, với áo quần len cùng nhiều họa tiết hình hoa. The Beatles cũng phổ biến những họa tiết và thời trang Ấn Độ với những chiếc áo không cổ và sandal.
Tới cuối thập niên 1960, The Beatles đi theo trào lưu chung khi bắt đầu mặc áo phông, quần bò cũng như áo bò. Lennon gần như chỉ mặc đồ trắng, song song với sự quan tâm của mình tới quan điểm tối giản mà ban nhạc từng thể hiện qua phần bìa Album trắng. Việc ăn mặc theo trào lưu chung cũng như không còn thống nhất nữa của ban nhạc còn có thể được nhận thấy trong những năm cuối cùng khi họ bắt đầu để râu rậm cũng như thay đổi thường xuyên với trang phục Ấn Độ.

### Giày
Giày của The Beatles thường là loại bó vừa vặn, đế hơi cao kiểu Cuban, cổ côn và mũi nhọn. Họ bắt đầu sử dụng chúng kể từ năm 1963 khi Epstein phát hiện ra kiểu thiết kế giày Chelsea trong một lần đi mua sắm ở cửa hàng Anello & Davide. Ông lập tức mua 4 đôi cho ban nhạc (với đế Cuban) và những bộ quần áo âu nhằm thay đổi hình ảnh của họ sau chuyến đi Hamburg, vốn khi đó họ chỉ mặc quần áo bằng vải bò.

### Phụ kiện khác
Kiểu mũ mà John và Cynthia Lennon đội trong tour diễn năm 1964 tại Mỹ của ban nhạc sau đó đều được ưa chuộng cả nam lẫn nữ. Năm 1966, trong bộ phim How I Won the War, Lennon lần đầu đeo lên đôi kính tròn màu, thứ sau này trở thành thương hiệu của chính anh. Cặp kính này sau đó được gọi là "cặp kính John Lennon".

## Sân khấu
- Beatlemania: Vở nhạc kịch Broadway bao gồm 920 buổi diễn từ năm 1977 tới năm 1979[10].
- Presence: Vở nhạc kịch năm 2001 của David Harrower tại Nhà hát Royal Court ở London, khai thác quãng thời gian lần đầu tiên tới Hamburg của The Beatles[11].
- Love: Cirque du Soleil trình diễn vào tháng 6 năm 2006 tại The Mirage ở Las Vegas[12].
- RAIN – A Tribute to the Beatles: Vở nhạc kịch Broadway bao gồm 300 buổi diễn tư năm 2010 tới năm 2011[13].
- Let It Be: Vỏ nhạc kịch lần đầu công diễn tại West End năm 2012 và Broadway năm 2013[14][15].

## Truyền hình

### Absolutely Famous
Chương trình truyền hình của Anh, Absolutely Fabulous, được biết tới nhiều hơn dưới biệt danh "Ab-Fab", ghi lại quá trình truy tìm những thước phim thất lạc của The Beatles. Robert Lindsay vào vai một kỹ thuật viên không có thật, làm việc tại Abbey Road Studios trong thời gian ban nhạc ở đó.
Phần lớn các cảnh quay được thực hiện tại Abbey Road Studios. Joanna Lumley bấm nhầm nút thu âm băng cuốn khi cô đang đi tìm chai champagne thứ 2 trong phòng điều khiển, Jennifer Saunders vô tình hát trong lúc đó, và nó ghi đè lên toàn bộ số bản thu trước đó. Khi Robert Lindsay bật cuốn băng trong bữa tiệc và nhận ra rằng những thu âm trước đó đã mãi mãi biến mất, anh đã ngay lập tức ngất xỉu.

### The Simpsons
Trong tập mở đầu mùa 5 của The Simpsons có tên "Homer's Barbershop Quartet", các nhân vật Homer, Skinner, Apu và Barney vào vai 4 thành viên ban nhạc Be Sharps và nhanh chóng nổi tiếng. Ban nhạc này có nhiều điểm tương đồng với The Beatles, ví dụ như Barney hẹn hò với một nghệ sĩ trừu tượng Nhật Bản (như Yoko Ono) và hát ca khúc "Number 8" – bản nhạc chế của ca khúc "Revolution 9" – và ban nhạc này cũng tự nhận mình "vĩ đại hơn Chúa Jesus". Tập phim kết thúc bằng cảnh hát trên tầng nóc của quán bar Moe, liên hệ với buổi diễn tầng mái của The Beatles năm 1969 ở Savile Row, London. Tập phim cũng có hình ảnh của George Harrison khi anh gặp Homer (Homer quan tâm tới cây đàn hơn là bản thân Harrison), rồi sau đó xuất hiện trong chiếc limousine khi Be Sharps trình diễn trên tầng nóc và nhận xét "Vậy là kết thúc rồi." Homer còn nói với đám đông "Tôi muốn cám ơn tới một nửa nhóm, và tôi mong chúng ta có thể vượt qua vòng thử giọng.", song Barney không hiểu ý câu nói.
Trong mùa thứ 7 ở tập phim "Lisa the Vegetarian", Paul McCartney cùng vợ Linda McCartney xuất hiện trên tầng nóc siêu thị Kwik-E-Mart để đưa ra những lời khuyên cho Lisa giúp cô trở thành người ăn chay. Kết thúc bộ phim, Linda hỏi liệu Lisa có muốn nghe một bài hát, và Lisa đồng ý. Cuối cùng họ tới nhà của Apu để hát (chơi tabla những giai điệu đầu tiên của ca khúc "Sgt. Pepper's Lonely Hearts Club Band"). Khi họ đang chơi nhạc thì Lisa chạy ra khỏi nhà khiến Paul nói với theo "Chờ đã! Cô bỏ đi sao?" liên tưởng trực tiếp tới ca khúc "She's Leaving Home" của The Beatles cũng trích từ album Sgt. Pepper's Lonely Hearts Club Band.

### Những chương trình truyền hình khác
- Trong tập "Vince is Back" thuộc chương trình phim Zoey 101 của đài Nickelodeon, khi cố gắng trêu tức Vince bằng hành động trả thù, Logan va Michael sử dụng máy bộ đàm với biệt danh "Eggman", "Walrus" và "Cornflake", được lấy trực tiếp từ ca khúc "I Am the Walrus".
- Trong chương trình truyền hình Animaniacs, giọng nhân vật Wakko Warner được chỉnh sửa cho giống với Ringo Starr. Giọng nói này vốn được chọn cho giống John Lennon, song diễn viên lồng tiếng Jess Harnell yêu cầu thay đổi khi cho rằng nhân vật Warner là "một gã lùn". Tập 73 của bộ phim cũng có một vở kịch trào phúng có tên "A Hard Day's Warners", phỏng theo bộ phim A Hard Day's Night mà gia đình Warner cố gắng diễn để có được hợp đồng diễn kịch. Trong tập 91, ca khúc "Back in Style" là bản nhạc hát lại của "Day Tripper".
- Tập 34 của bộ phim hoạt hình châm biếm Pinky and the Brain có tên "All You Need is Narf", trực tiếp lấy từ ca khúc "All You Need Is Love". Trong tập này, Pinky vào vai guru Ấn Độ, cùng Brain tới gặp phiên bản hài hước của The Beatles nhằm mô phỏng lại cuộc gặp gỡ của ban nhạc với Maharishi Mahesh Yogi. Tập phim trích dẫn nhiều chi tiết trong các ca khúc của The Beatles, ngoài ra nhắc tới mối quan hệ của Lennon với Yoko Ono và chuyện ban nhạc tan rã.
- Trong tập "Rockabye Freakie" thuộc show truyền hình Mỹ Growing Up Creepie, ban nhạc được minh họa bằng bốn con bọ hung nói giọng Liverpool, thường xuyên trò chuyện cùng những nốt luyến láy và theo giai điệu.
- Chương trình hoạt hình thập niên 1960 The Beagles[17] nói về 2 chú chó chơi bass và guitar.
- Trong serie phim hoạt hình Dog City của Jim Henson Productions, có một ban nhạc toàn các chú chó có tên "The Beagles".
- Trong tập "Once Upon an Ed" thuộc serie Ed, Edd n Eddy của Cartoon Network, nhân vật Jonny nói "Plank và tôi vừa gặp phải một chuyện, giống như khu vườn bạch tuộc, chiếc búa bạc và ông Kite!".
- Trong tập "Bomb" thuộc bộ phim sitcom của Anh The Young Ones, Neil nói với Mike "John Lennon từng nói "Người nào có trong tay rất nhiều đồ ăn xách tay thì hoặc chỉ có thể là rất đói, hoặc là biết ai đó đang rất đói"." Trong tập "Boring", khi Vyvyan, Rick, Mike và Neil đang đi qua đường, họ đã cùng nhau tái hiện lại phần bìa album Abbey Road của The Beatles.
- Trong phần hậu truyện của SpongeBob SquarePants bởi Nickelodeon, Plankton có một album bán chạy có tên Krabby Road (liên tưởng trực tiếp tới Abbey Road của The Beatles) với phần bìa tương đối giống với album gốc. Một tập của SpongeBob cũng có tên "Krabby Road" mà nhan đề được trình bày giống như mặt sau của Abbey Road. Ngoài ra, chiếc tàu ngầm vàng còn xuất hiện trong bảo tàng tàu thuyền ở tập "Nautical Novice".
- Bộ phim Camp Lazlo của Cartoon Network có tập mang lên "Hard Days Samson", liên tưởng tới ca khúc "A Hard Day's Night" của The Beatles. Bộ phim cũng có đoạn biệt đội Sóc truy đuổi nhân vật Samson, mô phỏng theo cảnh các cô gái đuổi theo The Beatles trong bộ phim. Ngay cả phần nhạc nền trong đoạn trích trên cũng có giai điệu tương đồng với "A Hard Day's Night".
- Trong tập "The Third Wheel" thuộc show truyền hình Mỹ That '70s Show, cô gái mà nhân vật Steven Hyde để ý rời khỏi The Circle khiến Eric Forman phải thốt lên "Sayonara Yoko!". Fez, Hyde và Michael Kelso liền nhìn lấy cậu ta và nói: "Sao? Chúng ta giống The Beatles vậy ư?". Cũng trong That '70s Show ở tập "I Can't Quit You Baby", Eric khuyên Jackie Burkhart dừng hẹn hò với Hyde vì "Cô đang phá hoại nhóm chúng tôi đó, Yoko!" Cả hai tập trên đều lấy liên tưởng với mối quan hệ của Yoko Ono với Lennon và sự can thiệp của bà vào hoạt động của The Beatles – điều mà rất nhiều nhà nghiên cứu coi là nguyên nhân khiến ban nhạc tan rã.
- Trong tập "Battle of Panthatar" thuộc serie Drake & Josh của Nickelodeon, Josh đã đẩy Drake để tặng cho Thornton album Abbey Road có chữ ký để mong Thornton mời cậu tới dự sinh nhật lần thứ 16.
- Serie đầu những năm 1990 có tên Superhuman Samurai Syber Squad có một tập mang tên "Amp Loves You! Yea, Yea, Yea.", liên hệ với câu hát trong ca khúc "She Loves You".
- Pinky and Perky, chương trình múa rối cho trẻ em trong những năm 1957-1971, đôi lúc có nhắc tới The Beatles và có đội hình mô phỏng theo ban nhạc.
- The Beatles TV series, show ca nhạc giả tưởng cuối thập niên 1960, bao gồm nhiều trích đoạn âm nhạc của The Beatles.
- The Rutles, serie phim hoạt hoạ thuộc chuỗi chương trình Rutland Weekend Television của đài BBC, sau này trở thành bộ phim All You Need Is Cash.
- Sesame Street cũng có một ban nhạc có tên "The Beetles" bao gồm bốn con bọ nói giọng Liverpool và để tóc kiểu Beatles, rồi hát lại những ca khúc của ban nhạc là "Letter B" và "Hey Food".
- Trong tập phim "Meet the Beat-Alls" thuộc serie phim hoạt hình The Powerpuff Girls, Mojo Jojo, "Him", Princess Morbucks và Fuzzy Lumpkins cùng nhau thành lập một nhóm siêu năng lực có tên "The Beat-Alls". Nhóm này nhắc rất nhiều tới The Beatles thông qua lịch sử, các ca khúc cũng như album xuyên suốt tập phim. Ngoài ra, trong 2 phần của tập đặc biệt này, cả bốn Beatle còn xuất hiện dưới dạng hoạt họa giống như hình của họ trong bộ phim Yellow Submarine.
- The Beatles cũng được nhắc tới trong tập "Kootie Pie Rocks" thuộc bộ phim Adventures of Super Mario Bros. 3, khi nhân vật Kootie Pie so sánh ban nhạc yêu thích của mình là Milli Vanilli với những con bọ (thực ra ý của cô là ban nhạc Buzzy Beetles trong trò chơi). Rob và Fab đã bình luận "Có ai muốn trở thành ban nhạc của những năm 60 nữa?"
- Trong tập "Princess, I Shrunk the Marios" của bộ phim The Super Mario Bros. Super Show, Mario và Luigi thu nhỏ người bằng kích cỡ của những chú bọ, và trong một hoạt cảnh có tới 4 chú bọ đối đầu với cả bốn thành viên của The Beatles với kiểu tóc đặc trưng. Mario thừa nhận rằng anh rất ghét Beatles (và/hoặc cả beetles – bọ).
- Chương trình soap opera của Anh EastEnders đã hát rất nhiều ca khúc cho chiến dịch Children in Need 2007. Những ca khúc của The Beatles được họ lựa chọn bao gồm "Sgt. Pepper's Lonely Hearts Club Band", "Fixing a Hole" và "With a Little Help from My Friends". Phần trình diễn này nhằm kỷ niệm 40 năm phát hành album Sgt. Pepper's Lonely Hearts Club Band.
- Tập đầu tiên của bộ phim hoạt hình Wonder Pets! có tên "Save the Beetles" mà trong đó các nhân vật đã giải cứu bốn con bọ với kiểu tóc mop top đặc trưng bị kẹt trong chiếc tàu ngầm vàng, liên tưởng tới ca khúc "Yellow Submarine" của ban nhạc. Phần âm nhạc trong tập này cũng đều là các giai điệu của The Beatles.
- Trước khi Cleveland tạm biệt Quahog trong serie The Cleveland Show, Peter, Joe và Quagmire cùng nhau mặc những trang phục của trung sĩ Pepper và cùng nhau nói rằng họ cần tìm một Ringo mới.
- Trong tập "Free Hat" thuộc serie South Park, nhân vật Stan nhắc tới Album trắng để bảo vệ tính vẹn nguyên của nghệ thuật.
- Trong một tập của Rocko's Modern Life, Rocko nói to "Everybody's got something to hide except meat and my monkey".
- Tập phim "A Barn Day's Night" thuộc serie Back at the Barnyard của Nickelodeon, liên tưởng trực tiếp với ca khúc "A Hard Day's Night", và ban nhạc hát ca khúc này có tên The Weevils
- God Rocks!, chương trình hợp tác giữa các đài TBN, Smile of a Child và Daystar, có một ban nhạc mang tên The Beat Stones, lấy cảm hứng từ The Beatles và The Rolling Stones.
- Trong serie phim truyền hình Những người bạn, khi Phoebe đi tìm người mẹ đẻ của mình, cô cho rằng họ không có điểm nào giống nhau. Sau đó họ phát hiện ra cả hai cùng thích The Beatles. Ngoài ra, trong đám cưới của Phoebe, cô tiến vào giáo đường với phần nhạc nền hòa tấu của ca khúc "Here, There and Everywhere".
- Trong serie Scrubs, khi mà nhân vật Tusk và Carla làm đám cưới, họ cùng nhau nhảy theo giai điệu ca khúc "Eight Days a Week".
- Một tập của bộ phim trên Disney Hannah Montana có tên "Hannah in the Streets with Diamonds", trực tiếp lấy tên theo ca khúc "Lucy in the Sky with Diamonds".
- Trong cảnh cuối cùng tập "Fly Away Home" ngày 23 tháng 5 năm 1999 của bộ phim sitcom Sister, Sister, Roger hát ca khúc "In My Life" trong đám cưới nhân vật Lisa và Victor.
- Nhan đề tập "The Yoko Factor" trong serie Buffy the Vampire Slayer bắt nguồn trực tiếp từ vai trò của Yoko Ono trong việc khiến The Beatles tan rã.
- Trong show truyền hình Adventure Time, có một album treo bên trong căn nhà của Nữ hoàng Marceline giống với Abbey Road.
- Trong chương trình The Late Late Show with Craig Ferguson, Ferguson đôi lúc mở đầu bằng việc trình diễn cùng ban nhạc có tên The Tweets. Ferguson cũng thỉnh thoảng mặc những trang phục nổi tiếng của ban nhạc thời kỳ đầu. Ferguson cũng để râu giống Ringo Starr và cố gắng chơi guitar bằng tay trái giống với Paul McCartney.
- Trong tập "One Minute" thuộc phần 3 của serie phim truyền hình Breaking Bad, luật sư Saul Goodman trêu đùa về độ giống nhau của cặp đôi Walt và Jesse, đặc biệt sau khi Jesse bị ăn đòn khi ông so sánh như "Paul gặp Ringo, Ringo gặp Paul".
- "Magical Mystery Cure" là tên của tập 13 thuộc phần 3 chương trình truyền hình My Little Pony: Friendship is Magic, trực tiếp lấy cảm hứng từ album Magical Mystery Tour.
- Bộ phim hài về The Beatles và Beatlemania, Gilligan's Island, có một tập mang tên "Don't Bug the Mosquitos", khi nhóm The Mosquitos phải tới một hòn đảo để tránh người hâm mộ làm phiền.
- Nhan đề trong một tập của chương trình Regular Show được chọn là "Rigby in the Sky with Burrito" phỏng theo tên ca khúc "Lucy in the Sky with Diamonds".
- Trong bộ phim ca nhạc Glee, các tập phim "Love, Love, Love" và "Tina in the Sky with Diamonds" đều được tri ân cho The Beatles.
- Trong tập "Chuck Makes a Buck" thuộc bộ phim WordGirl, cảnh quay đoàn người bám đuổi WordGirl, Huggy và Chuck được mô phỏng theo bộ phim A Hard Day's Night.

## Phim
- Trong bộ phim hoạt hình năm 1967 Sách Rừng xanh của Disney, có một nhóm gồm bốn con quạ có ngoại hình tương đồng với The Beatles, cách nói chuyện và giọng Liverpool đặc trưng.
- Bộ phim I Wanna Hold Your Hand (1978) nói về thời kỳ Beatlemania với những chi tiết tưởng tượng về lần xuất hiện đầu tiên của ban nhạc trên chương trình Ed Suillivan Show.
- Bộ phim ca nhạc Sgt. Pepper's Lonely Hearts Club Band (1978) với sự tham gia của The Bee Gees, Peter Frampton, Aerosmith, Earth, Wind & Fire và nhiều nhiều nghệ sĩ lớn khác. Đây là một thảm họa về chuyên môn cũng như thương mại.
- Trong bộ phim truyền hình All You Need Is Cash (1978), sự nghiệp của ban nhạc được châm biếm qua hình tượng ban nhạc The Rutles.
- Bộ phim Ferris Bueller's Day Off có 2 đoạn nhắc tới The Beatles: Ferris (Matthew Broderick) nói rằng mình ngưỡng mộ câu nói của Lennon "I don't believe in Beatles, I just believe in me" (trích từ ca khúc "God" của cá nhân Lennon) rồi sau đó đi vào chiếc thuyền, hát theo ca khúc "Twist and Shout" và được đám đông ủng hộ.
- Bộ phim That Thing You Do! (1996) nói về ban nhạc chỉ có duy nhất một bản hit với nhiều trích dẫn liên quan tới The Beatles.
- Bộ phim Across the Universe (2007) lấy bối cảnh thập niên 1960. 34 ca khúc của The Beatles được trình bày xuyên suốt bộ phim với những nhân vật liên quan ít nhiều tới âm nhạc của họ cũng như nhiều hiện vật khác có thể phát hiện được trong phim.
- Trong bộ phim This Is Spinal Tap, câu chuyện kể về trước đây có một ban nhạc skiffle hát những ca khúc xưa cũ. Họ ăn vận giống hệt The Beatles với vest xám và áo trắng. Album Smell The Glove có phần bìa đen tuyền, nhằm đối lập với Album trắng (1968).
- Bộ phim Mr. Popper's Penguins (2011) sử dụng rất nhiều ca khúc của ban nhạc, đặc biệt là "Lucy in the Sky with Diamonds".
- Trong bộ phim hài Walk Hard: The Dewey Cox Story (2007), nhân vật Dewey Cox gặp gỡ The Beatles với Jack Black thủ vai Paul McCartney, Paul Rudd trong vai John Lennon, Jason Schwartzman trong vai Ringo Starr và Justin Long vào vai George Harrison.
- Trong phim Winning London, cặp song sinh Mary-Kate và Ashley Olsen cùng nhau đi qua phố Abbey trong những hoạt cảnh đầu tiên.
- Trong bộ phim Top Secret!, đàn ngựa vừa phi nước kiệu vừa hát ca khúc "A Hard Day's Night".
- Trong bộ phim Superbad, nhân vật Seth (Jonah Hill) nói với Evan (Michael Cera) rằng ánh mắt của Matt Muir "như thể lần đầu nghe The Beatles".
- Benjamin (Brad Pitt) và Daisy (Cate Blanchett) của Dị nhân Benjamin (2008) cùng nhau xem The Beatles trình diễn "Twist and Shout" trên chương trình The Ed Sullivan Show.
- Trong bộ phim Yes Man (2008), Carl Allen (Jim Carrey) hát ca khúc "Can't Buy Me Love" khi cùng tới Hollywood Bowl với Allison (Zooey Deschanel). Anh cũng nhắc tới vụ ám sát John Lennon và hét lên "I've got blisters on my fingers!" (trích từ ca khúc "Helter Skelter") với guitar sau khi cứu một người định nhảy lầu.
- Trong phim I Am Sam (2001), con gái của Sam được đặt tên theo ca khúc "Lucy in the Sky with Diamonds". Những năm tuổi thơ ở vùng quê của Lucy cũng được dẫn dắt bởi ca khúc "Across the Universe". Trong bữa tiệc Halloween, ca khúc "I'm Looking Through You" khiến mọi người trong gia đình kết luận rằng Sam không còn như xưa nữa. Mối quan hệ của Sam và Rita cũng được ví với ca khúc "Golden Slumbers". Luật sư của Sam cũng lấy tên theo ca khúc "Lovely Rita". Ở đoạn cuối ca khúc, ta có thể nghe thấy ca khúc "Two of Us".
- Trong bộ phim 500 ngày yêu (2009), Summer Finn (Zooey Deschanel) cho rằng "Octopus's Garden" là ca khúc hay nhất của The Beatles, làm cho Tom Hansen (Joseph Gordon-Levitt) sửng sốt. Summer cũng nói Ringo là Beatle mà cô thích nhất, trong khi Tom thốt lên "không ai thích Ringo cả".
- Bộ phim I'm Not There (2008) lấy bối cảnh thập niên 1960 mà ca sĩ Jude Quinn (mô phỏng Bob Dylan, diễn xuất bởi Cate Blanchett) tới London tham quan và gặp gỡ The Beatles vốn đang chơi nhạc trên đồi với nhịp rất nhanh. Sau đó họ còn tháo chạy khỏi đám đông giống như trong bộ phim A Hard Day's Night.
- Trong bộ phim hoạt hình Cuộc chiến mùa hè (2009), 2 người lính ở vùng Oz có tên là John và Yoko.
- Bộ phim Angels of the Universe năm 2000 của Iceland tập trung khai thác chứng tâm thần phân liệt với bối cảnh chính trong bệnh viện. Nhân vật duy nhất, Óli, tin rằng mình là người sáng tác hầu hết các ca khúc của The Beatles và gửi tới họ qua thần giao cách cảm, kể cả sau khi ban nhạc tan rã. Bộ phim có hẳn một cảnh Óli "sáng tác" ca khúc "Hey Jude".
- Trong bộ phim hài tình cảm Love Actually (2003), hoạt cảnh đám cưới có phần trình bày ca khúc "All You Need Is Love". The Beatles cũng được nhắc tới trong bài diễn văn của Thủ tướng, thậm chí có cả cụ thể tên của Ringo Starr và vợ. Nhân vật cậu bé Sam cũng viết lên cửa dòng chữ "Ringo Rules" khi tập trống.
- Nhân vật của Kate Hudson trong Almost Famous (2010) tự gọi mình là "Penny Lane".
- Bộ phim The Royal Tenenbaums (2001) có ca khúc "Hey Jude" không lời ở phần mở đầu.
- Bộ phim tài liệu Lennon or McCartney năm 2004 nói về cuộc tranh cãi xem ai giữa John Lennon và Paul McCartney trong số 550 nghệ sĩ được mến mộ nhất[18].

## Trò chơi điện tử
- Trò chơi Mikkie có sử dụng nhạc nền hòa tấu 2 ca khúc "A Hard Day's Night" và "Twist and Shout".
- Trò chơi Bomb Jack sử dụng nhạc nền hòa tấu ca khúc "Lady Madonna".
- Một trong những câu thoại của trò chơi Final Fantasy X là "I'm fixing a hole where the rain gets in" lấy từ ca khúc "Fixing a Hole".
- Trong EarthBound, hàng loạt trích dẫn về The Beatles xuất hiện xuyên suốt trò chơi. Nhà thiết kế Shigesato Itoi thừa nhận mình là người hâm mộ cuồng nhiệt của ban nhạc, và công ty APE cũng nói John Lennon là cảm hứng chính cho phần sáng tác nhạc cho trò chơi.
  - Rất nhiều nhân vật ở Moonside thường xuyên nói "Hello! And... goodbye!", trích từ ca khúc "Hello, Goodbye".
  - Trong ấn bản tiếng Nhật, John (cho nhân vật Ness), Paul (Jeff), George (Poo) và Ringo (King the dog) là những cái tên gợi ý để đặt tên. Yoko cũng là cái tên gợi ý cho nhân vật Paula. Ngoài ra, "Honey Pie" còn là tên cho món ăn được ưa thích nhất, và "Love" là tên cho đồ vật yêu thích nhất.
  - Chiếc tàu ngầm vàng xuất hiện ở trong Dungeon Man. Lời giải thích cho màu sắc chiếc tàu này là "hoàn toàn trùng hợp".
  - Một thành viên trong nhóm Runaway Five tự hát ca khúc "Money (That's What I Want)".
  - Rất nhiều giai điệu của The Beatles nằm rải rác trong trò chơi. Có thể kể tới "All You Need Is Love" có thể được nghe tại Cliff That Time Forgot, và một đoạn trong ca khúc của Tessie được phỏng theo "Strawberry Fields Forever".
- Trong trò chơi điện tử Worms & Reinforcements United, có một đội được đặt tên "The Fab Four" bao gồm 4 thành viên John, Paul, George, Ringo.
- 4 người thợ trong The Legend of Zelda: Ocarina of Time cũng có tên John, Paul, George, Ringo.
- Trò chơi Curse of Enchantia có một ban nhạc tên là "The Slugs"[19].
- Trong Guitar Hero 3, trang phục Captain X của Xavier Stone có 4 kiểu, được đặt tên lần lượt là John, Paul, George và Larry. Các bộ trang phục này hoàn toàn giống với phần bìa đĩa Sgt. Pepper's Lonely Hearts Club Band.
- Trong trò Sly 3: Honor among Thieves, ở ngay đoạn mở đầu, nhóm The Oscars được nhắc tới như là một trong những lý do mà Octavian muốn trở thành anh tài, và ở cuối trò chơi, ta có thể thấy nhóm The Oscars này ngồi bên các guru.
- Trong trò chơi online Neopets, có một đồ vật có tên "Bút lông Strawberry Fields Forever", lấy theo tên "Strawberry Fields Forever" của John Lennon.
- Số thứ hai của tạp chí Official UK Nintendo bắt chước theo bìa album Abbey Road với các nhân vật của trò chơi Animal Crossing: Wild World.
- Trong trò chơi điện tử Warcraft III, nhân vật Crypt Lord[20] nói "I'm the fifth Beatle" với giọng Anh chuẩn.
- Trong trailer trò chơi No More Heroes, nhân vật chính Travis Touchdown chiến đấu với một sát thủ có tên "Helter Skelter". Thông tin này không được nhắc tới trong trò chơi, nhưng được đưa vào phần phụ lục. Ở phần tiếp theo, No More Heroes 2: Desperate Struggle, em trai của Skelter có tên "Skelter Helter" là trùm đầu tiên.
- Trong Left 4 Dead 2, có một nhiệm vụ có tên A SPITTLE HELP FROM MY FRIENDS, lấy tên từ ca khúc "With a Little Help from My Friends".
- Trong serie Call of Duty, rất nhiều nhân vật có tên là Trung sĩ Pepper.
- Trò chơi Fable III có một vũ khí có tên "Beadle's Cutlass", với bản nâng cấp là "Dayripper".
- Trò chơi Fallout: New Vegas có nhiệm vụ tên là "Day Tripper".
- Trong phần hướng dẫn chính thức của trò chơi Yoshi's Island: Super Mario Advance 3, ở bàn 3–5 có câu nói "you can even dive down as a yellow submarine".

## Beatlesque
Beatlesque /ˌbiːtəlˈɛsk/ là tính từ chỉ những nghệ sĩ pop, rock bị ảnh hưởng bởi The Beatles và chơi thứ âm nhạc tương tự. Các nghệ sĩ này thường được gán cho biệt danh "The next Beatles" và "The new Fab Four", dẫn tới việc thành viên và sản phẩm của họ có tên Beatlesque. Nhiều hoạt động của họ thậm chí còn bị châm biếm, như nhóm Type O Negative tự gọi mình là "The Drab Four".
Badfinger
Badfinger là ban nhạc người xứ Wales được thành lập vào cuối thập niên 1960. Họ có nhiều nét tương đồng với The Beatles khi quen biết nhiều thành viên của nhóm cũng như có chung nhà quản lý, Brian Epstein. George Martin cũng là nhà sản xuất của họ, và cả hai cùng sử dụng chung nhãn đĩa Apple Records. Ca khúc "Come and Get It" vốn là một bản demo của McCartney, còn "No Matter What" lấy cảm hứng từ Lennon. Harrison cũng từng cộng tác với Badfinger, không ở vai trò sản xuất và đóng góp phần chơi slide guitar trong "Day After Day". Tên của ban nhạc được đặt theo cụm từ "Badfinger Boogie", vốn là nhan đề gốc của ca khúc "With a Little Help from My Friends" của The Beatles.
Electric Light Orchestra
ELO là ban nhạc Anh thành công trong thập niên 1970 và 1980. Họ vốn phát triển từ nhóm The Move, và những thành viên còn lại quyết định lập nên ELO để "đi tiếp con đường mà "I Am the Walrus" đã dừng lại". Họ thu âm một ca khúc tri ân có tên "Beatles Forever" nhưng chưa từng công bố khi mà Jeff Lynne – trưởng nhóm và một người hâm mộ cuồng nhiệt The Beatles – cảm thấy phiền toái. Ca khúc "Can't Get It Out of My Head" (trích từ The Mike Douglas Show) với dàn tứ tấu dây và dàn hơi theo kiểu Lennon bao gồm câu hát "I saw the ocean's daughter" được lấy theo tên của Yoko Ono – vốn có nghĩa là "đứa trẻ đại dương".
Jeff Lynne sau này còn sản xuất album Cloud Nine của Harrison, tham gia vào hoạt động của siêu ban nhạc Traveling Wilburys và hoàn tất sản phẩm cuối cùng của Harrison có tên Brainwashed. Lynne cũng là nhà sản xuất cho các ca khúc của The Beatles trong Anthology.
Julian Lennon
Julian Lennon là con trai của John Lennon và Cynthia Powell. Các ca khúc "Valotte", "Saltwater" và "Too Late for Goodbyes" đều là Beatlesque. Trong video ca nhạc của "I Don't Wanna Know", Julian Lennon cũng mặc trang phục của The Beatles. Anh cũng từng hát lại ca khúc "When I'm Sixty-Four".
Đã từng có lời đồn đại rằng The Beatles sẽ tái hợp với Julian thay thế vai trò của cha anh trước đây, cho dù bản thân Julian hay bất cứ Beatle nào từng đề cập tới chuyện này. Các thành viên còn sống của The Beatles cũng cho rằng không có gì đáng tin trong những lời đồn này.
The Monkees
The Monkees xuất phát từ chương trình truyền hình ở Mỹ vào năm 1965, nói về một ban nhạc khao khát trở thành The Beatles, song không thành công. Ban nhạc sau đó cùng nhau trở thành ban nhạc thật sự, trình diễn vào cao trào của thời kỳ Beatlemania. Ở thời đỉnh cao của mình, The Monkees thậm chí còn bán vượt ngưỡng The Beatles và The Rolling Stones cộng lại với hơn 35 triệu đĩa bán, giành tới 4 album quán quân liên tiếp chỉ riêng năm 1967. Độ cuồng mộ ban nhạc còn làm xuất hiện khái niệm Monkeemania – một hiện tượng trong giới trẻ chỉ xuất hiện duy nhất vào thời kỳ Beatlemania. Nhiều tranh cãi nổ ra khi nhiều người cho rằng "Pre-fab" không biết chơi nhạc cụ; song cả bốn với phần chơi nhạc nền, cùng với chút kinh nghiệm diễn xuất trước đó, đã thậm chí thu âm như một ban nhạc thực thụ chỉ trong vòng 4 tháng kể từ phản ứng của công chúng. "Randy Scouse Git" – sáng tác của Monkee Micky Dolenz về những bữa tiệc ở London cùng The Beatles trở thành ca khúc đầu tiên nhắc về họ với câu hát "the four kings of EMI". Ca khúc này bị lược bỏ khi phát sóng ở Anh và được phát hành dưới dạng đĩa đơn dưới tên "Alternate Title".
Drake Bell
Drake Bell là diễn viên, ca sĩ và nhạc sĩ, nổi tiếng nhất trong vai Drake Parker trong serie phim truyền hình Drake & Josh của Nickelodeon. Album đầu tay Telegraph (2005) và album phòng thu It's Only Time (2006) đều ảnh hưởng lớn từ The Beatles và được coi là Beatlesque. 4 ca khúc cuối cùng của It's Only Time là "Fallen for You," "Rusted Silhouette," "Break Me Down" và "End It Good" được cấu trúc theo câu chuyện kể như những giai đoạn lên xuống của mối quan hệ: bên nhau, không ngừng nghỉ, và cả những lời thừa nhận sự ngưỡng mộ đối với mặt bìa sau của album Abbey Road.

### Oasis
Những ảnh hưởng của The Beatles đối với ban nhạc Oasis trong thập niên 1990 rất được chú ý bởi các nhà phê bình (họ còn sử dụng cụm từ "những kẻ sao chép The Beatles"). Ca sĩ chính Liam Gallagher thậm chí đặt tên con trai của mình là Lennon. Ban nhạc cũng khá thành công với một số bản hát lại các ca khúc "I Am the Walrus", "Helter Skelter", "You've Got to Hide Your Love Away" và "Strawberry Fields Forever", được phát hành trong album hay đĩa đơn mặt B. Trong khoảng thời gian từ năm 2004 tới 2008, con trai của Ringo là Zak Starkey là tay trống cho ban nhạc. Năm 2004, Noel Gallagher nói về những nghệ sĩ pop có tầm ảnh hưởng lớn nhất để được đề cử vào Đại sảnh Âm nhạc Anh quốc: "Bây giờ, [The Beatles] tạo cảm hứng cho tôi còn nhiều hơn trước đây khi tôi còn là đứa trẻ, và rõ ràng họ là nghệ sĩ vĩ đại nhất."
Oasis từng thắng vụ kiện đạo nhạc từ Neil Innes – người từng bị Paul McCartney khởi kiện vì sử dụng trái phép các ca khúc gốc khi còn ở ban nhạc chấm biếm The Beatles là The Rutles – khi ca khúc "Whatever" năm 1994 của Gallagher trực tiếp lấy giai điệu và câu hát trong sáng tác "How Sweet to Be an Idiot" của Innes năm 1973. Sự kiện này được The Rutles đưa vào ca khúc "Shangri-La" nằm trong album tuyển tập The Rutles Archaeology (1996) của họ, vốn cũng là sản phẩm châm biếm The Beatles Anthology.

#### Ca từ và âm nhạc
Rất nhiều sáng tác của Oasis có liên hệ trực tiếp tới The Beatles:
- Câu hát "You can sail with me/In my Yellow Submarine" – "Supersonic" trong album Definitely Maybe (1994).
- Khi trình diễn trực tiếp ca khúc "Whatever" (1994), ban nhạc đã thay thế toàn bộ phần lời của ca khúc "Octopus's Garden".
- Câu hát "Walking to the sound of my favourite tune, Tomorrow Never Knows what it doesn't know too soon" – "Morning Glory" trong album (What's the Story) Morning Glory (1995).
- Ca khúc "Don't Look Back in Anger" cũng từ (What's the Story) Morning Glory (1995) có phần đệm piano theo những hợp âm của ca khúc "Imagine" của Lennon, trong khi đoạn chuyển thì tương tự với "Octopus's Garden" có câu mở đầu là câu trích dẫn kinh điển của Lennon ("so I start a revolution from my bed").
- Ca khúc "Wonderwall" được lấy theo tên bộ phim năm 1968 mà Harrison viết phần soundtrack. Câu hát "all the roads we have to walk are winding" liên tưởng tới ca khúc "The Long and Winding Road".
- Ca khúc "Champagne Supernova" có đoạn chơi guitar (dài khoảng 5 phút 45 giây) với những hợp âm gần với "Dear Prudence". Ngoài ra ở đoạn mở đầu, tiếng nước vỗ khá giống tiếng sóng trong ca khúc "Yellow Submarine".
- "She's Electric" được kết thúc với những hợp âm giống hệt với "With a Little Help from My Friends".
- Lennon từng trả lời "Be here now" (tạm dịch: "Là đây bây giờ") khi được hỏi về việc vắn tắt thập niên 1960, và nó trở thành nhan đề cho album năm 1997 và ca khúc chủ đề của Oasis. Harrison cũng từng dùng cụm từ này cho một ca khúc trong album Living in the Material World (1973) của mình. Ca khúc của Oasis còn có câu hát "Sing a song to me/One from Let It Be".
- Đoạn hát "na-na-na" trong "All Around the World" cũng tương tự với ca khúc "Hey Jude". Ca khúc "Fade In-Out" cũng có câu hát "Get on the Helter Skelter/Step into the fray"
- Câu hát "I'd like to be/Under the sea" trong "Octopus's Garden" được Oasis sử dụng lại trong "Take Me Away" của album EP Supersonic (1994). Câu hát này cũng có thể được nghe ở 4:50 trong ca khúc "The Masterplan" (mặt B của "Wonderwall", 1995) với giọng của Noel. Không lâu sau đó, tiếng ghế gãy có thể tìm thấy tương tự trong ca khúc "A Day in the Life" của The Beatles.
- "Fool on the Hill và I Feel Fine" – "D'You Know What I Mean?" trong Be Here Now (1997). Ngoài ra còn có câu hát "Down The Long and Winding Road/and back home to you" – "My Big Mouth" cũng trong album trên.
- Nhan đề "Go Let It Out" có lẽ được lấy từ một câu hát trong "Hey Jude": "So let it out and let it in, hey, Jude, begin".
- "Won't let you down"/"Don't Let Me Down" – "Won't let you down", mặt B của đĩa đơn "Lyla" (2005).
- Một đoạn giai điệu ngắn của "Guess God Thinks I'm Abel" trong Don't Believe the Truth (2005) được chính Liam Gallagher thừa nhận là đoạn chơi chậm lại giai điệu của "I Wanna Be Your Man".
- Câu hát "Who kicked a hole in the sky, so the heavens will cry over me?" trong ca khúc "Let there Be Love" được lấy từ "Fixing a Hole".
- "Love is a litany"/"A magical mystery" – "The Shock of the Lightning" trong Dig Out Your Soul (2008).
- "I'm Outta Time" có sử dụng video quay lại Lennon biểu tình tại thành phố New York và nói "As Churchill said, 'It's every Englishman's inalienable right to live where the hell he likes. What's it gonna do? Vanish? Is it not going to be there when I get back?'".
- "Falling Down" trong Dig Out Your Soul cũng sử dụng lại nhịp và giai điệu trong "Tommorow Never Knows".

#### Hình tượng sử dụng
- Video ca khúc "Supersonic" (1994) được quay trên tầng mái, tương tự với buổi trình diễn cuối cùng của The Beatles.
- Video ca khúc "Shakermaker" (1994) có hình ảnh Liam Gallagher đi vào quầy đĩa, cầm trong tay LP Red Rose Speedway của ban nhạc Wings.
- Phần bìa đĩa đơn "Live Forever" (1994) có hình ngôi nhà tuổi thơ của Lennon.
- Phần bìa đĩa đơn "Don't Look Back in Anger" (1995) được lấy cảm hứng từ câu chuyện Starr bực tức rời nhóm trong quãng thời gian thu âm Album trắng, và khi quay trở lại được chào đón bằng một dàn trống với đầy hoa.
- Phần bìa của "Don't Go Away" (1997) là hình sân bay Liverpool Speke, nơi The Beatles chủ yếu sử dụng trong các chuyến bay từ Mỹ vào thời kỳ Beatlemania.
- Chiếc Rolls Royce trong bìa album Be Here Now (1997) có cùng biển số (SYD 724F) giống với chiếc xe ở phần bìa album Abbey Road.
- Video ca khúc "All Around the World" (1997) có hình ban nhạc mặc bộ đồ trắng giống với The Beatles trong ca khúc "Your Mother Should Know", trích từ bộ phim Magical Mystery Tour. Tính phiêu diêu, đồ họa hoạt hình – cách mà The Beatles sử dụng trong vài ca khúc của họ – cũng được Oasis đưa vào trong trích đoạn di chuyển ngoài không gian, liên hệ với ca khúc "Yellow Submarine". Trong video này, cũng có cảnh ban nhạc đi qua một chiếc tàu ngầm vàng.

#### Hoạt động ngoài Oasis
Năm 1995, Noel Gallagher trình diễn ca khúc "Come Together" cùng Paul McCartney và Paul Weller dưới nghệ danh Smokin' Mojo Filters, thu âm tại phòng thu Abbey Road Studios và được phát hành dưới tên album The Help Album. Năm 1999, anh tiếp tục chơi guitar acoustic trong bản hát lại ca khúc "Help!" bởi Claire Martin. Năm 2000, Noel tham gia vào chương trình kỷ niệm 60 ngày sinh của Lennon tại phòng thu AIR của George Martin, trình diễn các ca khúc "Tomorrow Never Knows", "All You Need Is Love" và "I'm Only Sleeping". Phần danh sách ca khúc trong bản promo giới thiệu album Stop the Clocks vào năm 2006 có bao gồm "Strawberry Fields Forever".
Ban nhạc mới của Liam Gallagher, Beady Eye, nói rằng một trong những lý do để họ đặt tên này là để khi sắp xếp đĩa tại cửa hàng theo bảng chữ cái, các album của họ sẽ được để cạnh The Beatles. Trong một đĩa đơn từ thiện, họ từng thu âm lại ca khúc "Across the Universe".